# خانوك
خانوك (بالفارسية: خانوک) هي منطقة سكنية تقع في إيران في البلدة المركزية. يقدر عدد سكانها بـ 3,582 نسمة .